# Tanyu Kiryakov
Tanyu Kiryakov (Ruse (Bulgária), 2 de março de 1963) é um atirador olímpico bulgaro, bicampeão olímpico.

## Carreira
Tanyu Kiryakov representou a Bulgária nas Olimpíadas, de 1988, 1992, 1996, 2000 2004 e 2008, conquistou a medalha de ouro em 1988 e 2000, na pistola de ar 10 m e pistola 50m, respectivamente.